# Pál Adrienn
A Pál Adrienn 2010-ben bemutatott magyar-osztrák-holland-francia koprodukcióban készült filmdráma Kocsis Ágnes rendezésében. A 2010-es cannes-i fesztiválon az Un certain regard versenyszekcióban a FIPRESCI-díjjal tüntettek ki.

## Cselekmény
A túlsúlyos Piroska egy kórház elfekvő osztályának nővéreként éli monoton életét, s alig lép kapcsolatba az őt körülvevő egészséges emberekkel. Ritkán szólal meg, akkor is sikertelenül: az elhunytak hozzátartozóinak csak növeli fájdalmát érzéketlenségével, ami miatt gyakran kritizálja munkáját az osztály vezetője. Problémáját csak fokozza, hogy élettársával való viszonya sem nevezhető bensőségesnek, Kálmán pedig egyre jobban elhidegül tőle, s folyamatosan a súlyával és rossz természetével provokálja Piroskát, hátha lefogy vagy megváltozik. Ő viszont képtelen ellenállni a habos süteményeknek, így a monoton mindennapokat csak a mellé osztott nővér betanítása borítja fel. Piroska nem kíméli új kolléganőjét, szenvtelenül végezteti el vele a legnehezebb feladatokat, ám figyelmét hamarosan az elfekvőre szállított idős asszony neve köti le. Piroskának eszébe jut róla gyermekkorának egyetlen barátnője, Pál Adrienn, s a régmúlt emlékeinek hatására úgy dönt, ismét felveszi vele a kapcsolatot. Nyomozásával ellentmondásos utazás veszi kezdetét a saját és azok emlékezetében, akikkel találkozik. Felkeresi volt tanárait és osztálytársait, hátha ők tudják, hol lehet Adrienn, akire mindannyian másképpen emlékeznek.

## Szereplők
- Piroska (Gábor Éva)
- Zizi (Hegyi Izabella)
- Kálmán (Znamenák István)
- Endre (Horváth Ákos)
- Márta (Pokorny Lia)

## Díjak
- Cannes-i fesztivál (2010)
  - FIPRESCI-díj (Un certain regard)
- Magyar Filmszemle (2011)
  - díj: Fődíj (játékfilm) – Kocsis Ágnes
  - díj: legjobb hang
  - díj: Közönségdíj – Kocsis Ágnes
  - díj: Produceri díj – Pusztai Ferenc